# 特劳恩地区埃跟多夫
特劳恩地区埃跟多夫是奥地利上奥地利州林茨兰县的一个市镇。总面积9平方公里，总人口731人，人口密度81.2人/平方公里（2005年）。